# Fredrik Lilliecreutz
Jacob Fredrik Adolf Magnusson Lilliecreutz, född 9 november 1929 i Kärda församling, Jönköpings län, död 7 maj 2003 i Lilla Malma församling, Södermanlands län, var en svensk friherre och militär (överste 1:a graden).

## Biografi
Lilliecreutz blev fänrik vid Svea artilleriregemente (A 1) 1951 och genomgick Krigshögskolan 1958–1960. Han blev generalstabsaspirant 1960 och generalstabsofficer 1963. Lilliecreutz tjänstgjorde vid III. militärbefälsstaben 1963, vid Västra militärområdesstaben 1966 och var kompanichef vid Bodens artilleriregemente (A 8) 1967. Han blev major 1968, var generalstabsofficer och lärare vid Militärhögskolan 1968–1971 samt vid Försvarshögskolan 1971–1974. Lilliecreutz blev överstelöjtnant 1970, var bataljonschef och ställföreträdande regementschef vid Svea artilleriregemente (A 1) 1974 samt blev överste 1976. Han var försvarsattaché i Berlin och Prag 1976–1980, chef för Smålands artilleriregemente (A 6) 1980–1982. År 1982 utnämndes han till överste 1:a graden. Åren 1982–1990 var regementschef samt försvarsområdesbefälhavare för Upplands regemente samt Uppsala försvarsområde och Västmanlands försvarsområde (S 1/Fo 47/48).
Han var adjutant hos Gustaf VI Adolf 1969–1973, hos Carl XVI Gustaf 1973-1976 och var överadjutant 1976–1990. Lilliecreutz avslutade sin militära bana 1990. Han ägnade sig därefter åt kommunalpolitiken i Flen. Lilliecreutz blev ledamot av Barn- och utbildningsnämnden och var under flera år nämndens ordförande. Vid 1998 och 2001 års adelsmöten var han ordförande för riddarhusutskottet.
Lilliecreutz var son till friherre Magnus Lilliecreutz och friherrinnan Mary, född af Petersens. Han gifte sig 1955 med bibliotekarien Kerstin Öländer (född 1933), dotter till radioofficeren Ivar Öländer och Helga, född Söderström. De hade tre barn tillsammans. Lilliecreutz avled 2003 och gravsattes vid Lilla Malma kyrkogård i Malmköping.